# Sébastien Lacroix
Sébastien Lacroix, född den 20 april 1983 är en fransk utövare av nordisk kombination. Lacroix har deltagit i Olympiska vinterspelen två gånger, 2010 och 2014. Under VM 2013 blev Lacroix dubbel guldmedaljör i lagtävlingarna med det franska laget.

### Fotnoter
1. ↑  ”Sébastien Lacroix - Biographie”. data.fis-ski.com. FIS. http://data.fis-ski.com/dynamic/athlete-biography.html?sector=NK&competitorid=33413&type=result. Läst 28 februari 2015.